# Česká barokní historiografie
Česká barokní historiografie se nese na vlně zvýšeného zájmu o historii v baroku. Oproti humanistické historiografii se vyznačuje oblibou legend, naopak úpadkem žánru světových a zemských kronik a oproti ostatním zemím překvapivě i úpadkem pamětí. I historiografie je ovlivněna rozdělením pobělohorské literatury na proud katolický a protestantský (domácí a exulantský), kdy díla autorů obou proudů spolu vedou polemiky. Historická próza se na jedné straně spolu se změnou smýšlení oproti renesanční literatuře lyrizuje, na druhé straně se také zvyšuje úcta k prameni, kdy autoři často cituji své prameny per extensum, ačkoliv to rozbíjí umělecký dojem díla.

## Protestantské dějepisectví
Porážka českého stavovského povstání roku 1620 měla své důsledky i pro české dějepisectví. Protestanti museli české země opustit nebo konvertovat ke katolictví. Evangelické dějepisectví proto postupně doznívalo v emigraci. Zde také vzniklo dílo novoutrakvisty Pavla Stránského (1583–1657) Respublica Bojema, v němž autor obhajuje protestantismus i českou národní a státní svébytnost. Dílo došlo velké obliby a ještě v 18. století sloužilo k účelům argumentace proti josefinskému centralismu. Další exulant Pavel Skála ze Zhoře (1583–1640) ve své Historii církevní popisuje boj pravé církve s Antikristem a spojuje teologický a racionální výklad dějin. Přitom se však snaží být k pramenům i ke své době kritický a snaží se přejímaná fakta ověřovat. V emigraci také sepsal svoje paměti Jan Jiří Harant z Polžic a Bezdružic.
Z prostředí Jednoty bratrské vzešel zejména Jan Amos Komenský (1592–1670). Od menších děl o dějinách Jednoty přešel k filosofickým dílům, kde pro něj historie znamená „paměť minulosti, zrcadlo budoucnosti a usměrňovatelku přítomnosti“. Historiografie podle něj nemá pouze podávat výsledky dění, nýbrž má také vysvětlovat příčiny, přičemž jejím konečným cílem má být směřování k Bohu.

## Katolické dějepisectví

### Kořeny a východiska českého dějepisectví

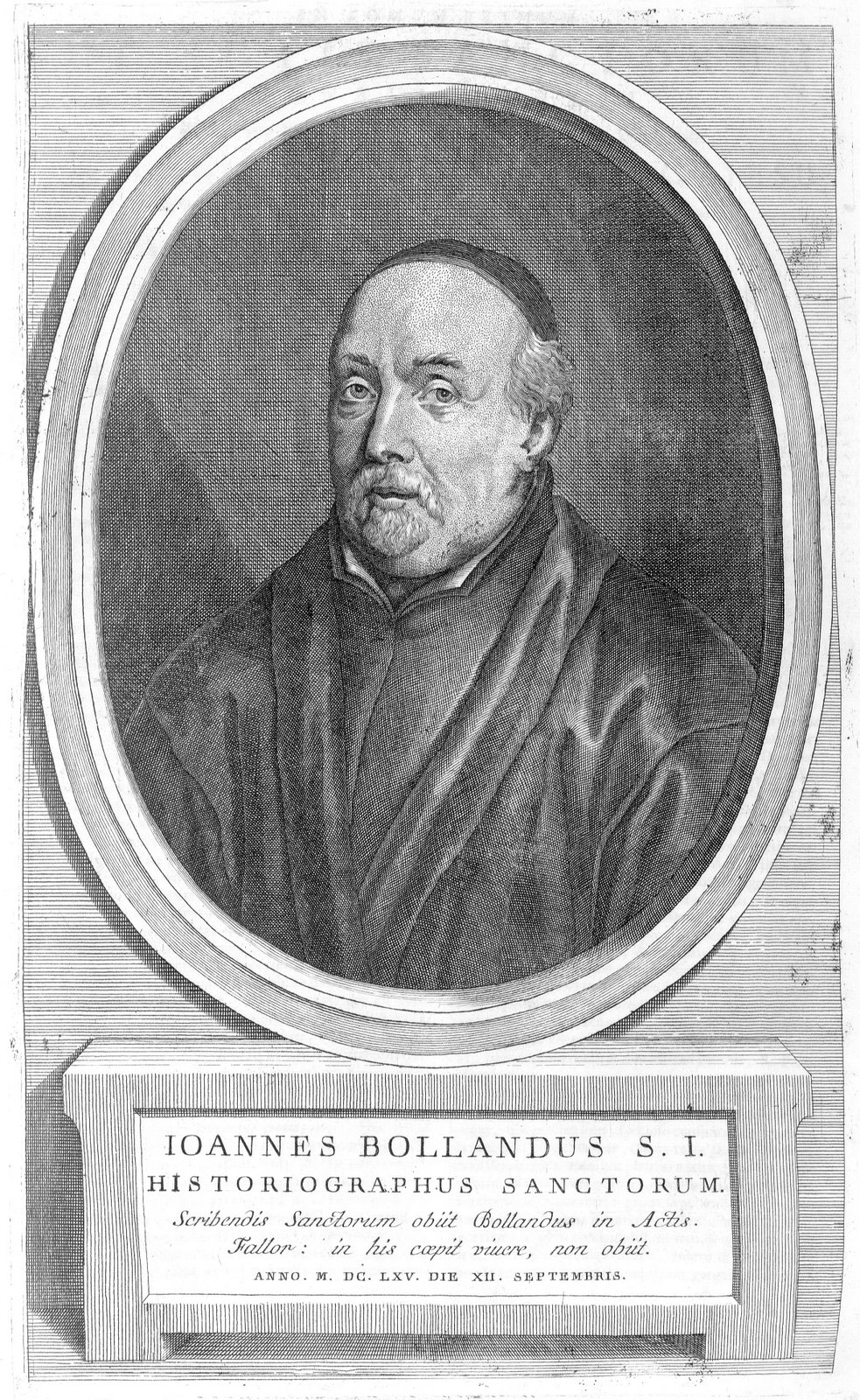
Jean Bolland, tehdejší přední jezuitský hagiograf, ze kterého čeští historikové vycházeli

České katolické dějepisectví se především opíralo o zahraniční jezuitskou historiografii. Především potom humanističtí autoři dějin řádu Niccolò Orlandini a jeho následovník Francesco Sacchini. Dále Pietro Sforza Pallavicino, konzervativní historik věnující se tridentskému koncilu. Barokní současníci byli belgičtí jezuité, tzv. bollandisté (Bolland a Daniel Papebroch), kteří již reagovali na striktní pravidla definovaná tridentským koncilem o udělování svatosti pouze na základě ověřitelných zázraků a legendy vydávali v historicko-kritické formě v edici Acta sanctorum.
Pramen pro barokní dějepisectví z domácí tvorby vycházel z krátkého období českého humanistického dějepisectví, především potom z kronik dvou katolických autorů Václava Hájka z Libočan a Jana Dubravia.

### Balbínův kruh

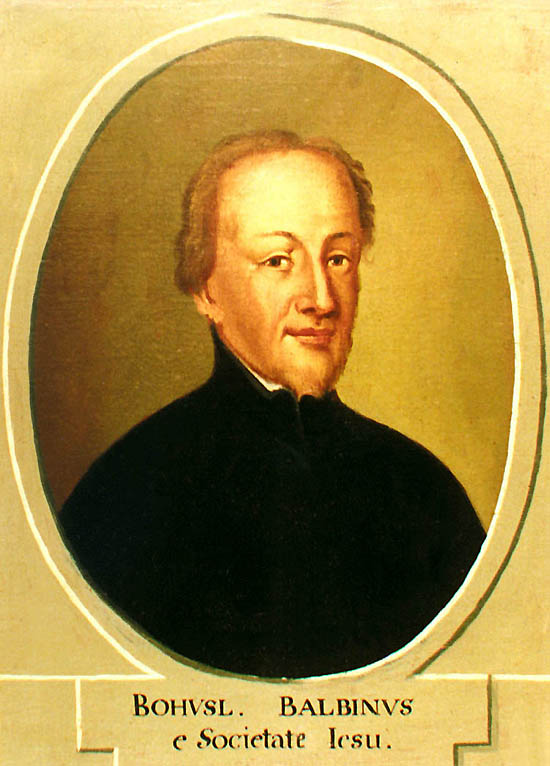
Bohuslav Balbín, nejvýznamnější představitel české katolické historiografie

Tuzemská historiografická škola se formovala především kolem jezuity Bohuslava Balbína a většina historiků této rané fáze byli také jezuiti. Katolická škola neodsuzuje, oproti protestantským autorům, rekatolizaci českých zemí, ovšem často se oba proudy shodnou na negativním dopadu politických změn a hlavně germanizace. Balbín se nejprve zaměřoval na mariánská poutní místa a z tohoto bádání publikoval několik drobnějších svatých topografií, ale jeho záběr se rozšířil a krátké shrnutí dějin Čech publikoval pod názvem Epitome rerum Bohemicarum. Vedle toho také napsal Miscellanea historica regni Bohemiae, kde obsáhl Čechy po všech stranách (geografie, dějiny správy, biografie slavných Čechů apod.), ale velká část jeho díla nemohla být vůbec publikována. Moravské historii se věnoval Tomáš Pešina z Čechorodu zejména v díle Mars Moravicus a o generaci mladší Moravan Jan Jiří Středovský ve spisu Sacrae Moraviae historia sive vita SS. Cyrilli et Methodii (1710). Dalším historikem z Balbínova kruhu byl Jiří Crugerius se svými Sacri pulveres, jeho dílo se blížilo formou historickému kalendáři a bylo psáno velmi barbarsky, ale vyznačovalo se značnou kritičností (zejména v porovnání s Hájkem). Mezi jezuitské autory také patřili například bratři Jan a Matěj Tannerové, kutnohorský kronikář Jan Kořínek, legendista Jan Ignác Dlouhoveský z Dlouhé Vsi, legendista Jiří Plachý-Ferus. Do okruhu také patřil světský kněz Matěj Bolelucký, v jeho díle Rosa boëmica sive vita sancti Vojtiechi (1668) se opět výrazně projevuje hrdost na slovanství.

### Balbínovi následovníci
Mladší generace, která již nezažila třicetiletou válku, pracovala stále méně kriticky a téměř bezmezně důvěřovala Hájkově kronice. Tato mladší generace se již nemohla setkat s Balbínem, ale alespoň se k jeho odkazu hlásili, zástupci byli již zmíněný moravský historik Středovský a křižovník Jan František Beckovský (1658–1725). Naopak Beckovského výhoda byla, že již nebyl tolik svazován příkazy řádových nadřízených, jako jezuita Balbín. Beckovského přední dílo nese název Poselkyně starých příběhů českých, a autor se v něm snažil vytvořit celočeskou historii po vzoru Hájka. V tomto díle také tvrdí, že veškerá vina na zlu a úpadku je na české reformaci. Nový vzestup české historiografie přišel až spolu s osvícenstvím.

### Historiografie mimo Balbínův kruh
Mimo Balbínův kruh stáli vlastně jen dva význačnější historici Jan Florián Hammerschmidt a Kristián Gottfried Hirschmentzel.

### Kroniky, paměti a deníky
V baroku vznikaly kvalitní městské kroniky, například Staré paměti kutnohorské zmiňovaného Jana Kořínka nebo kronika Mladé Boleslavi Jiřího Kezelia Bydžovského, který zároveň představuje upadající žánr pamětí. Vedle protestanta Haranta napsal významnější také dílo Leto- a denopis celého království Starého i Nového Města pražského léta Páně 1648 patnácte neděl dnem i nocí trvajícího obležení švédského ve formě pamětí Jan Norbert Zatočil z Levenburku, či šlechtic Vilém Slavata z Chlumu a Košumberka (1572–1652), jehož obsáhlé paměti Historické spisování polemizovaly s výkladem stavovského povstání Jindřicha Matyáše Thurna. Obnova tohoto žánru přišla s písmáky Františkem Janem Vavákem nebo Josefem Dlaskem, kteří již stojí na pomezí s osvíceneckou literaturou.
Alespoň určitou náhradu za paměti tvoří žánr deníků, které ovšem trpí často určením ryze k potřebě autora. Deníky po sobě zanechali církevní činitelé Tomáš Pešina z Čechorodu, Václav Celestin z Blumenberku, Jiří Ignác Pospíchal nebo šlechtici, například František Oldřich Kinský.

#### Prameny
- Tomáš Pešina z Čechorodu. Mars Moravicus. Sive bella horrida et cruenta, seditiones, tumultus, praelia, turbae & ex ijs enatae crebrae et funestae rerum mutationes, dirae calamitates, incendia, clades, agrorum depopulationes, urbium vastitates, aedium sacrarum et prophanarum ruinae, arcium et oppidorum eversiones, pagorum cineres, populorum excidia, & alia id genus mala, quae Moravia hactenus passa fuit. Praha: Jan Arnold z Dobroslavína, 1677. [24], 958 [spr. 956], [16] s., [3]. Dostupné online. (lat)[nedostupný zdroj]

#### Sekundární literatura
- HOBZEK, Josef. České dějepisectví doby barokní a osvícenské. Praha: Vyšehrad, 1941.
- KALISTA, Zdeněk. České baroko. Praha: Evropský literární klub, 1941. S. 316–318.
- KUTNAR, František; MAREK, Jaroslav. Přehledné dějiny českého a slovenského dějepisectví: Od počátku národní kultury až do sklonku třicátých let 20. století. 2. vyd. Praha: Lidové noviny, 1997. ISBN 80-7106-252-9.